# Freudenthal
Freudenthal – niemiecki nazistowski podobóz Auschwitz-Birkenau, zlokalizowany w miejscowości Bruntál.

## Historia obozu

### Powstanie
Powstał na potrzeby przetwórni owoców firmy Emmerich Machold w 1944 r. Utworzono go na Czeskim Śląsku, wówczas w granicach włączonego do Rzeszy tzw. kraju sudeckiego. W październiku 1944 r. przeniesiono tam ponad 300 więźniarek z macierzystego obozu Auschwitz, węgierskich i czeskich Żydówek (BII c, Durchgangsjuden). Do tej grupy w styczniu 1945 r. dokooptowano kolejne 50 żydowskich więźniarek. Wszystkie zostały zakwaterowane w trzech murowanych budynkach na terenie należącym do firmy Emerich Machold.

### Warunki pracy
Warunki pracy były nadzwyczaj ciężkie. Osadzone pracowały na jedną zmianę po ok. 10-12 godzin dziennie. Niewielką grupę kobiet pozostawiono na miejscu, w obozie, do prac porządkowych, jako służące nadzorczyń, do obsługi obozowej izby chorych czy kuchni. Ponadto część z nich zatrudniono w okolicznej szwalni, gdzie m.in. szyły mundury dla niemieckich żołnierzy, inne zaś pracowały w tkalni oraz w przędzalni.

### Koniec funkcjonowania
Podobóz istniał do 6 maja 1945 r. Na wieść o zbliżającej się Armii Czerwonej, esesmani przebrali się w cywilną odzież i uciekli. Żołnierze sowieccy wkroczyli na teren obozu dwa dni później.